# Europese verordening
Een Europese verordening is een wetgevend instrument van de Europese Unie. De verordening kent haar oorsprong in artikel 288 van het Verdrag betreffende de werking van de Europese Unie.
Een verordening heeft een algemene strekking. Zij is verbindend in al haar onderdelen en is rechtstreeks toepasselijk in elke lidstaat. Ook is een verordening rechtstreeks van toepassing, wat betekent dat zij rechtstreeks recht schept dat in alle EU-lidstaten dezelfde kracht heeft als het nationale recht, zonder dat nationale instanties daarvoor iets hoeven te doen.
Een verordening adstrueert het supranationale karakter van de Europese Unie. Dit omdat een lidstaat van de EU, nadat een verordening is uitgevaardigd, de bevoegdheid verliest bindende voorschriften uit te vaardigen over het rechtsgebied waarop de verordening betrekking heeft.

## Verdragsrechtelijke definitie
Een verordening heeft een algemene strekking, is verbindend in al haar onderdelen en is rechtstreeks toepasselijk in elke lidstaat (artikel 288, tweede alinea, Verdrag betreffende de werking van de Europese Unie).

### Algemene strekking
Onder algemene strekking wordt verstaan dat de verordening een onpersoonlijk, niet-geïndividualiseerd karakter heeft. Zij is toepasselijk op meerdere rechtssituaties en is geldend voor alle rechtssubjecten (burgers, bedrijven, lidstaten, EU-instellingen). In termen van de Nederlandse of Belgische wetgevingsinstrumenten laat de EU-verordening zich het best vergelijken met een wet in materiële zin.

### Verbindendheid in al haar onderdelen
Dat een verordening verbindend is in al haar onderdelen geeft het onderscheid weer tussen de verordening en de Europese richtlijn als wetgevingsinstrument. In tegenstelling tot de verordening dient een richtlijn eerst door de lidstaten te worden omgezet in nationale wetgeving. Omdat een verordening niet door de lidstaten mag worden getransformeerd in nationale wetgeving, leidt een verordening in alle lidstaten van de Unie per definitie tot een gelijk resultaat.

### Rechtstreekse toepasselijkheid
De rechtstreekse toepasselijkheid van een verordening impliceert dat EU-verordeningen rechtstreekse werking hebben. Een verordening is een bron waaraan rechtssubjecten in de Unie direct hun rechten en plichten ontlenen, zonder dat de verordening eerst door de lidstaten in nationale wetgeving moet worden omgezet.

## Totstandkoming
Verordeningen worden ingeleid als voorstel van de Europese Commissie, en ter goedkeuring voorgelegd aan het Europees Parlement en de Europese Raad. Ze worden behandeld volgens de gewone wetgevingsprocedure.

## Nummering
Het volledige nummer van een Europese verordening wordt vaak geschreven als nummer, schuine streep en jaartal, maar daarnaast ook met het CELEX-nummer (ook documentnummer genoemd) dat bestaat, zonder spaties, uit het cijfer 3, het jaartal, de letter R, en het nummer. De 3 duidt op wetgeving, de R op verordening. Het CELEX-nummer wordt in de URL gebruikt. Het eerstgenoemde nummer is het oorspronkelijke, het CELEX-nummer is op basis van het huidige, uniforme systeem. In het oorspronkelijke nummer van oudere verordeningen wordt bijvoorbeeld het jaartal met de laatste twee cijfers aangeduid, maar in het CELEX-nummer met vier cijfers.
Voorbeelden:
- Verordening (EG) nr. 1223/2009 van het Europees Parlement en de Raad van 30 november 2009 betreffende cosmetische producten heeft CELEX-nummer 32009R1223.
- Verordening (EEG) nr. 2081/92 van de Raad van 14 juli 1992 inzake de bescherming van geografische aanduidingen en oorsprongsbenamingen van landbouwprodukten en levensmiddelen heeft CELEX-nummer 31992R2081.

Vele verordeningen worden (meerdere keren) gewijzigd. Zo is de bovengenoemde verordening — 31992R2081 — gewijzigd achtereenvolgens op
13-06-1997, 21-12-2000, 24-04-2003, 05-06-2003 en 01-05-2004. De laatste versie was geldig tot 30 maart 2006. De verordening is opgeheven door 32006R0510.
Een specifieke versie wordt aangeduid met de toevoeging "-JJJJMMDD" aan de CELEX. De sector wijzigt dan van 3 (Rechtshandelingen) in 0 (Geconsolideerde teksten):
- 01992R2081-19970613,
- 01992R2081-20001221,
- 01992R2081-20030424,
- 01992R2081-20030605,
- 01992R2081-20040501 (meest recente versie).

## Uitvoeringsverordening
Een uitvoeringsverordening of gedelegeerde verordening bevat regels die nodig zijn om bestaande Europese wetgeving correct toe te passen. Als er bijvoorbeeld Europese wetgeving bestaat inzake bouwmaterialen, kan de Commissie in een uitvoeringsverordening bepalen hoe die materialen een certificering kunnen verkrijgen. Uitvoeringsverordeningen hebben 'rechtstreekse werking', ze zijn dus direct van toepassing in alle lidstaten, en hebben voorrang op nationale regelgeving. Hun toepassingsgebied is echter wel beperkt tot datgene wat nodig is voor de eenduidige uitvoering van eerder aangenomen wetgeving. Het is de Commissie of de Raad die dergelijke uitvoeringsverordeningen beslist, in sommige gevallen na goedkeuring van een zogenoemd “comitologie-comité”.

### Gedelegeerde verordening
Een gedelegeerde verordening is een specifiek uitvoeringsbesluit dat de Commissie kan nemen na uitdrukkelijke machtiging van het Europees Parlement en de Raad. De gedelegeerde handeling mag niets wijzigen aan essentiële elementen van de wetgeving, en kan worden ingetrokken.